# East Lindsey
East Lindsey este un district ne-metropolitan situat în Regatul Unit, în comitatul Lincolnshire din regiunea East Midlands, Anglia.

## Orașe din cadrul districtului
- Alford, Lincolnshire
- Horncastle
- Louth, Lincolnshire
- Mablethorpe
- Manby
- Skegness
- Spilsby